# IC 4392
IC 4392 — галактика типу *Grp (велика група зірок) у сузір'ї Діва.
Цей об'єкт міститься в оригінальній редакції індексного каталогу.